# Проценко Денис Миколайович
Денис Миколайович Проценко (рос. Дени́с Никола́евич Проце́нко; нар. 18 вересня 1975, Ашхабад, Туркменська РСР, СРСР) — російський лікар анестезіолог-реаніматолог. Головний лікар Державної бюджетної установи охорони здоров'я «Міська клінічна лікарня № 40» (лікарні в Комунарці), кандидат медичних наук (2003). Герой Праці Російської Федерації (2020).
За оцінкою газети «Коммерсантъ», Проценко є «символом боротьби з епідемією коронавірусної хвороби у Росії».

## Біографія
Денис Миколайович Проценко народився 18 вересня 1975 року в Ашхабаді (Туркменська РСР) в родині лікарів. Навчався в Туркменському державному медичному інституті (ТДМІ).
У 1999 році закінчив Московську медичну академію імені І. М. Сєченова (спеціальність «лікувальна справа»).
У 2000 році там же закінчив інтернатуру за фахом «анестезіологія та реаніматологія».
У тому ж році почав працювати в Міській клінічній лікарні (МКЛ) № 7, спочатку лікарем-анестезіологом-реаніматологом, а з 2008 року — заступником головного лікаря по медичній частині з анестезіології та реаніматології.
У 2003 році Проценко захистив дисертацію в Російському державному медичному університеті (нині — РНІМУ) по темі «Нозокоміальна пневмонія у хворих в гострий період тяжкої травми» і отримав ступінь кандидата медичних наук.
Із 2003 по 2007 рік був асистентом кафедри анестезіології та реаніматології в РНІМУ ім. М. І. Пирогова, з 2007 року є доцентом, а з 2019 року завідує кафедрою.
У 2014—2016 роках Проценко працював заступником головного лікаря з анестезіології та реанімації МКЛ № 1 ім. М. І. Пирогова.
Із 2016 по 2019 рік очолював Державну клінічну лікарню імені С. С. Юдіна Департаменту охорони здоров'я Москви.
Із 2019 року — головний лікар МКЛ № 40 Департаменту охорони здоров'я Москви.
Проценко є віце-президентом Російської асоціації спеціалістів хірургічних інфекцій (РАСХІ), членом президії та відповідальним редактором ініціативної групи з підготовки клінічних рекомендацій щодо інтенсивної терапії тяжкої позалікарняної пневмонії комісії Федерації анестезіологів і реаніматологів Російської Федерації, а також членом Європейського товариства інтенсивної терапії (ESICM).

### На посаді головного лікаря лікарні №40 в Комунарці

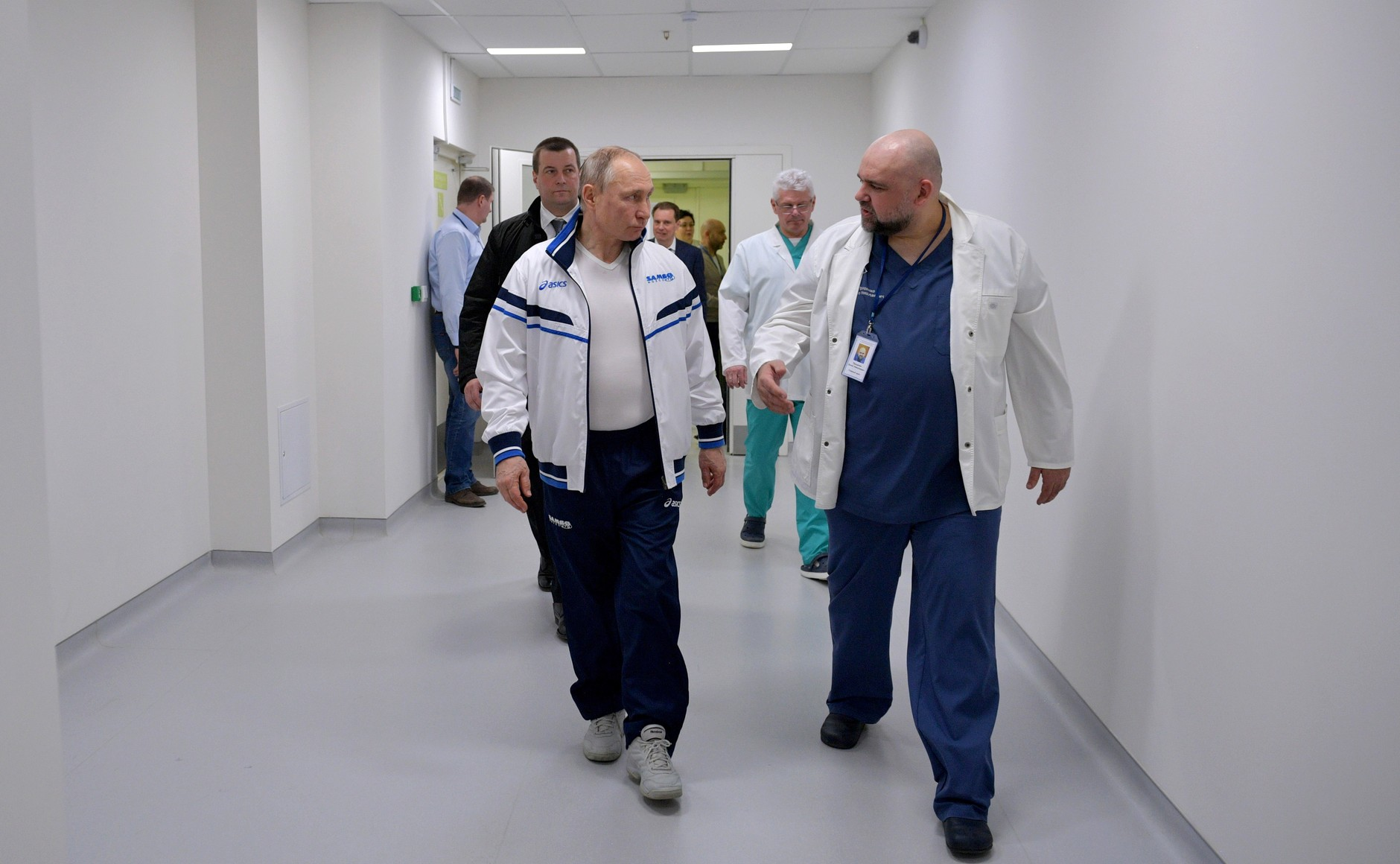
Із президентом РФ Володимиром Путіним, 24 березня 2020

Лікарня в Комунарці (філія МКЛ № 40) була відкрита наприкінці 2019 року. На початку березня 2020 року уряд Москви виділив лікарню для пацієнтів із підозрою на COVID-19.
19 березня в інтерв'ю Бі-бі-сі Проценко висловився за введення карантину в Москві.
24 березня лікарню відвідав президент Росії Володимир Путін, який разом із Проценко оглянув корпус, назвавши роботу головного лікаря «прикладом хорошої роботи».
31 березня 2020 року з'явилася інформація, що у Проценко діагностована коронавірусна інфекція COVID-19, він самоізолювався в кабінеті головного лікаря клініки і продовжив брати участь у роботі з хворими і спілкуватися із зовнішнім світом за допомогою телекомунікацій. 15 квітня він повідомив, що два його аналізи на коронавірус показали негативні результати, і він приступив до повноцінної роботи.

## Область наукових інтересів
- Інтенсивна терапія хворих з важкою травмою
- Інтенсивна терапія респіраторних ускладнень у хворих в критичному стані
- Інтенсивна терапія у хворих з нозокоміальною інфекцією та сепсисом

Автор 144 друкованих праць. Співавтор національного керівництва «Інтенсивна терапія», національних методичних рекомендацій «Нозокоміальна пневмонія у дорослих», «Сепсис у XXI столітті», «Абдомінальна хірургічна інфекція», «Діагностика та лікування мікозів у відділеннях реанімації та інтенсивної терапії», «Стратегія і тактика застосування антимікробних засобів у лікувальних установах Росії», «Методичні рекомендації щодо інтенсивної терапії хворих на тяжку високопатогенну вірусну інфекцію» та ряду інших.

## Нагороди
- Герой Праці Російської Федерації (21 червня 2020 року) — за особливі трудові заслуги, самовідданість та високий професіоналізм, проявлені в боротьбі з коронавірусною інфекцією (COVID-19)[1]
- Премія міста Москви в галузі медицини (9 серпня 2007 року) — за розробку та впровадження в практичну охорону здоров'я комплексної інтенсивної терапії тяжкого сепсису та септичного шоку[12]